# سالوادور کیروس
سالوادور کیروس (اسپانیایی: Salvador Quiroz‎؛ ‏ ۲ نوامبر ۱۸۹۲ – ۲۳ نوامبر ۱۹۵۶) بازیگر اهل مکزیک بود.
از فیلم‌ها یا مجموعه‌های تلویزیونی که وی در آن‌ها نقش داشته است، می‌توان به میشل استروگف اشاره نمود.